# Plan Andaluz de Humedales

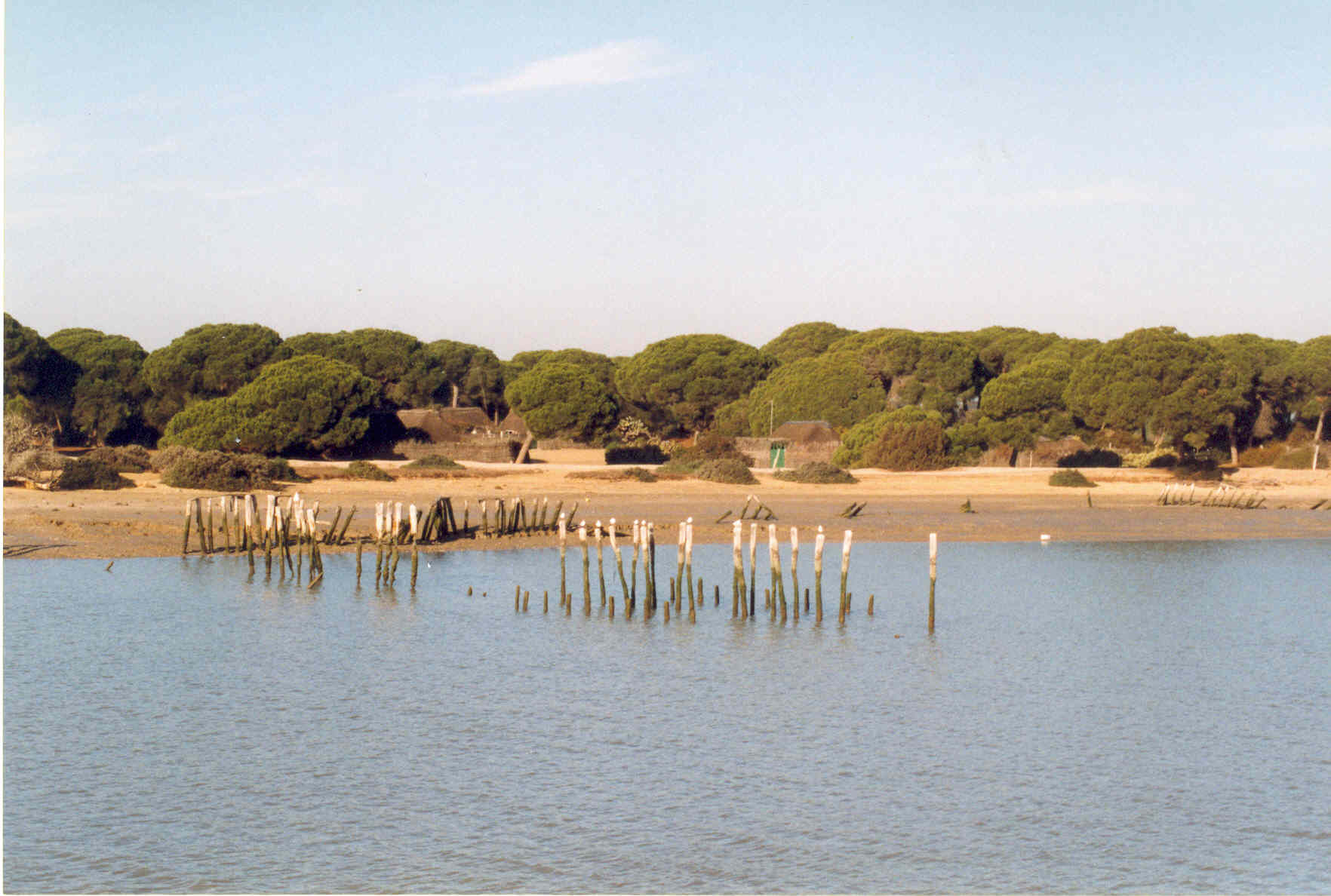
Parque Nacional de Doñana.

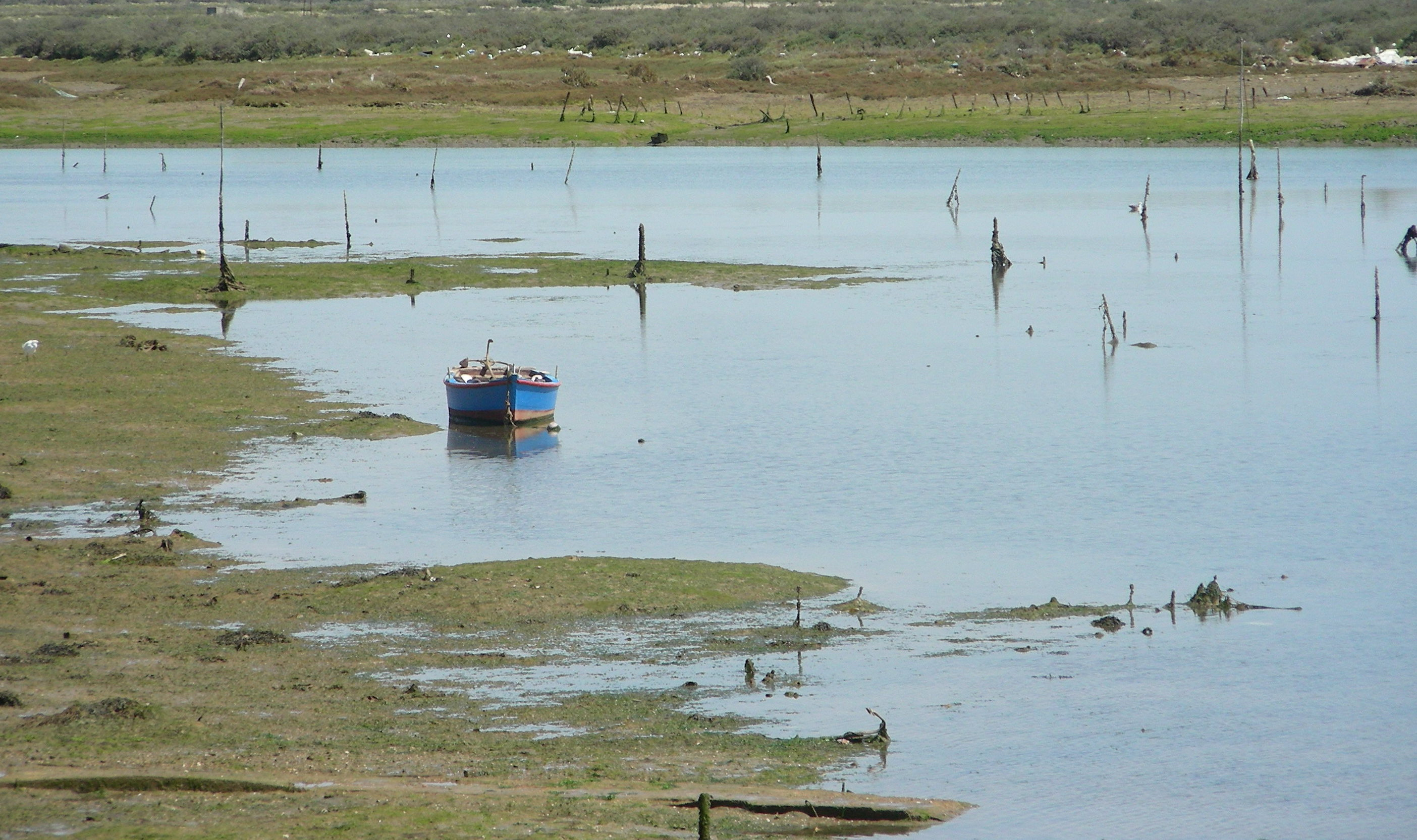
Paraje Natural Marismas de Isla Cristina.

El Plan Andaluz de Humedales es el documento redactado por la Consejería de Medio Ambiente de la Junta de Andalucía para dirigir los planes de conservación, estudio, restauración y difusión de los humedales de la comunidad. Nace tras la creación por parte del gobierno español del Plan Estratégico Español para la Conservación y el Uso Racional de los Humedales en 1999 en el que se instaba a las comunidades autónomas a proteger y conservar los humedales españoles. Este documento permitió a la Junta de Andalucía la redacción de su propio plan gestor. 
Durante la primavera de 2002 se desarrolló la primera etapa de redacción del plan cuando desde la Consejería de Medio Ambiente de la Junta de Andalucía se encargó a un equipo multidisciplinar de expertos y técnicos la creación de los documentos relacionados con las necesidades de conservación y la elaboración de una lista de humedales de Andalucía. Tras la recogida de datos científicos, la elaboración de los documentos jurídicos y la búsqueda del consenso político y social necesarios la Consejería de Medio Ambiente aprobaría el 4 de noviembre de 2002 el documento final.
Resultado de todo ello es la redacción del Plan Andaluz de Humedales y su incorporación como plan sectorial dentro de la Red de Espacios Naturales Protegidos de Andalucía (RENPA). El documento permite mediante la creación de equipos científicos multidisciplinares y la participación de administraciones y ciudadanos la investigación, conservación, seguimiento, uso y difusión de los humedales andaluces, entendiendo éstos como unidades ecológicas funcionales que actúen como sistemas acuáticos o anfibios. Como finalidades últimas se establece que el Plan Andaluz de Humedales, tomado como plan gestor, debe permitir mediante el Comité Andaluz de Humedales la coordinación entre las administraciones en la conservación y recuperación de estos espacios, propiciar siempre que sea posible la entrada de todos y cada uno de ellos dentro de la red de espacios naturales bajo alguna figura de protección y la adaptación de los Planes Generales de Ordenación de los Recursos Naturales (PORN) y Planes Rectores de Uso y Gestión (PRUG) a las directrices dadas los expertos. Es asimismo plan piloto dentro de la Red de Espacios Naturales Protegidos de Andalucía que permitirá la redacción de documentos similares aplicados a otros ecosistemas tras ser observada su implantación y efectividad.
Aparte de las consideraciones técnicas del documento es de especial importancia la creación del Inventario de los Humedales de Andalucía, ya que aunque muchos de estos ecosistemas formaban parte previamente de la red de espacios protegido de la región, otros no estaban amparados por ninguna figura de protección y a partir del momento de aprobación del plan serían objeto de conservación.